# Cầu Hổ Môn

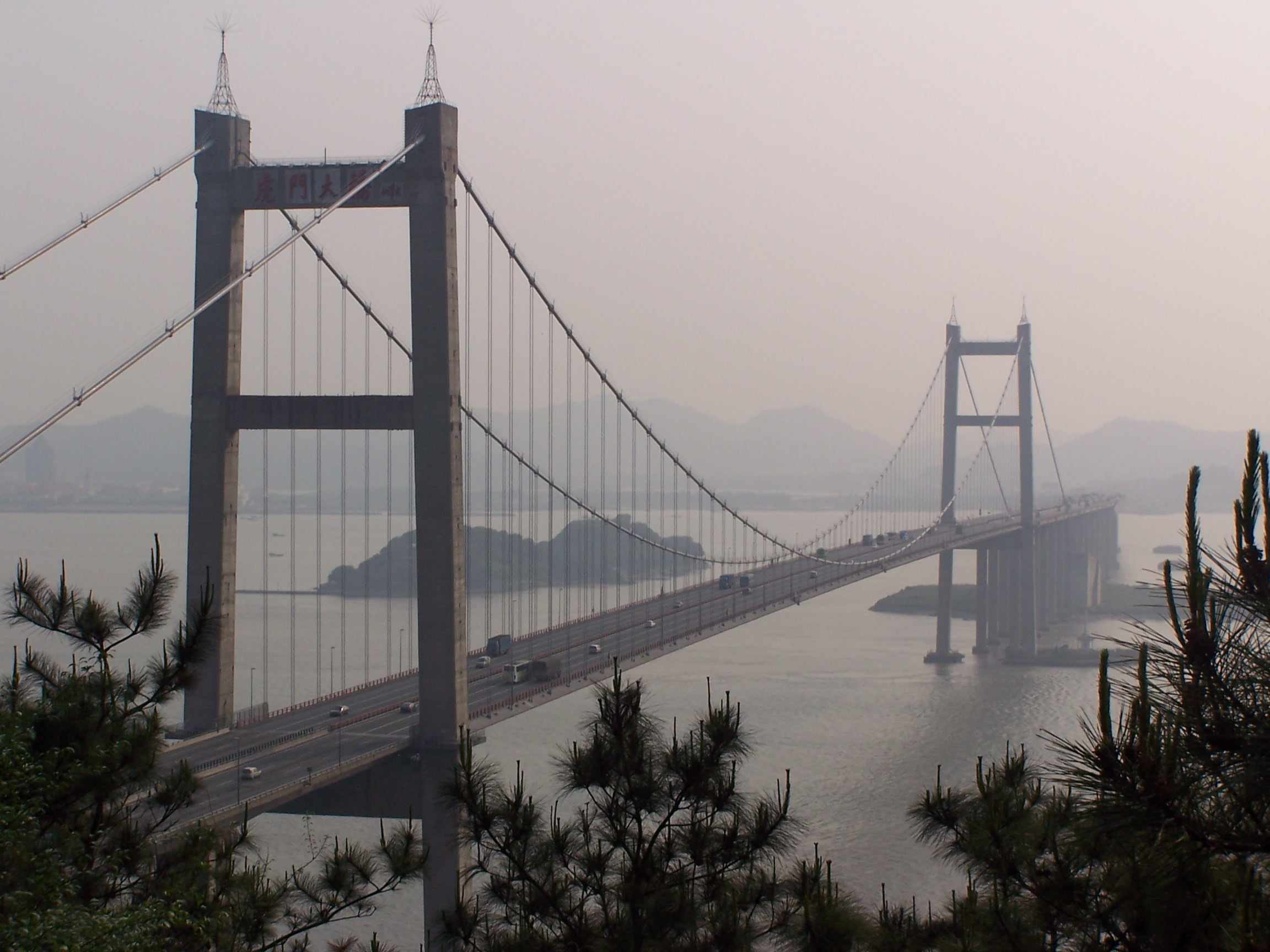
Cầu Hổ Môn nhìn từ phía Hổ Môn. Đảo ở giữa sông là đảo Hoành Đương Hạ (phía nam cầu)

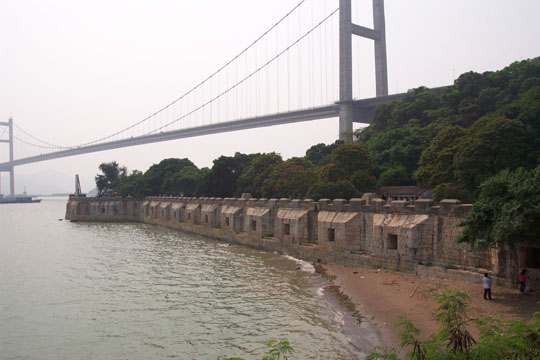
Cầu Hổ Môn và pháo đài Uy Viễn tại trấn Hổ Môn.

Cầu Hổ Môn (giản thể: 虎门大桥; phồn thể: 虎門大橋; bính âm: Hǔmén Dàqiáo; Hán-Việt: Hổ Môn đại kiều) là một cầu treo vượt qua sông Châu Giang trong địa phận tỉnh Quảng Đông, miền nam Trung Quốc. Nó nối quận Nam Sa của Quảng Châu với trấn Hổ Môn của Đông Hoản. Cầu được hoàn thành năm 1997 với nhịp cầu chính dài 888 m.

## Tầm quan trọng kinh tế
Cầu Hổ Môn vượt qua khu vực của sông Châu Giang rộng khoảng 3 km, gọi là Hổ Môn thủy đạo, một phần tại cửa sông Châu Giang. Nó là kết nối quan trọng trong mạng lưới đường cao tốc trong tỉnh Quảng Đông, nối liền các đặc khu kinh tế Thâm Quyến và Châu Hải, cũng như các khu vực khác tại vùng duyên hải với Hồng Kông và Ma Cao.

## Đặc trưng
Cầu dài 4.588 m, được chia ra thành 5 đoạn: đoạn lên cầu phía đông, đoạn thông thuyền chính, đoạn giữa, đoạn thông thuyền phụ và đoạn lên cầu phía tây. Các điều kiện địa chất tại khu vực cầu là tương đối tốt, với lớp đất mỏng nằm trên tầng đá mẹ, mặc dù các điều kiện này nói chung là khác biệt trên mỗi phía của cầu. Các trận bão cũng thường xuyên xảy ra và đổ bộ vào khu vực này, vì thế tốc độ gió thiết kế tại mặt cầu được tính toán ở mức 61 m/s. Tổng chiều dài các đoạn đường dẫn lên cầu ở hai bên là 11.172 m.